# NameExoWorlds

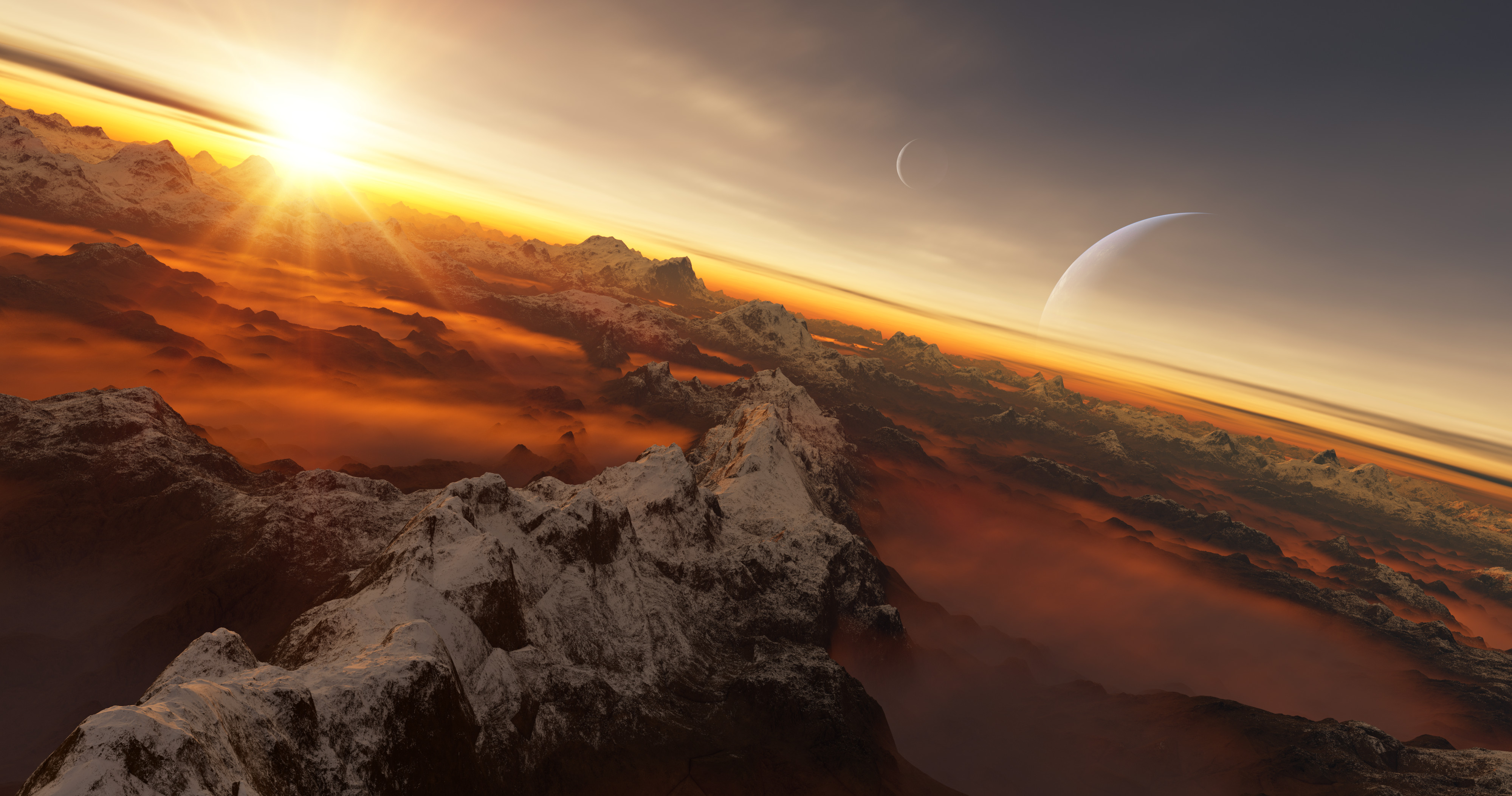
NameExoWorldsのプロジェクト画像

NameExoWorlds は、国際天文学連合 (IAU) が行っている、太陽系外惑星とその主星への命名を行うキャンペーンである。このキャンペーンで提案された名称は、IAUによる正式な採用が検討される。日本語では太陽系外惑星命名キャンペーンとして紹介されることもある。2015年に1度目、2019年に2度目のキャンペーンが行われており、2022年に3度目のキャンペーンが実施された。

## 概要
最初のプロジェクト (NameExoWorlds I) は2015年に行われた。対象として20個の惑星系の主星・惑星がリストアップされ、名称を公募してインターネットで投票が行われ、結果としてそのうち19個の惑星系において主星や惑星への命名が行われた。
2019年6月には、IAU設立100年を祝して同様のキャンペーン (NameExoWorlds II）が行われ、キャンペーンの公式名称は IAU100 NameExoWorlds と定められた。このキャンペーンでは、世界の国々に太陽系外惑星とその主星に命名する機会を提供するものであり、最終的に合計118の国と地域に命名を行う太陽系外惑星とその主星が割り当てられた。各国に割り当てられた恒星はその国から観測することができ、小さな望遠鏡でも観察できるほど十分に明るいものが選定された。最終的に78万人以上の応募から、発表が無かった6ヶ国を除いて合計112の国と地域から提案された名称の中から国際天文学連合が選定した112組の惑星と主星の名称が同年12月7日に発表された。
2022年8月8日、IAUは第3弾のキャンペーンを行うと発表し、プロジェクト名は NameExoWorlds 2022 と題された。このキャンペーンでは、学生や教師、アマチュア天文家、プロの天文家などで構成されるチームを作った上で太陽系外惑星のアウトリーチ活動を行い、そして、命名したい太陽系外惑星と主星の名称の提案および文化的背景の説明をビデオメッセージと書面を併せた形式で応募する形式となっている。対象となるのは20組の太陽系外惑星とその主星で、同年12月11日まで名称の応募を行い、最終的に2023年6月7日に決定した名称が公表された。
これらのキャンペーンを経て正式に命名された惑星とその主星の一覧については、太陽系外惑星#惑星の固有名を参照のこと。